# Agylegény
Az Agylegény (eredeti cím: Copper Mountain) 1983-ban bemutatott kanadai filmvígjáték, melyet David Mitchell írt és rendezett. A főbb szerepekben Jim Carrey, Alan Thicke, Richard Gautier és Ziggy Lorenc látható. A film Alan Thicke színész és Damian Lee író–rendező debütálása.

## Cselekmény
Két barát, Bobby Todd és Jackson Reach elutazik egy coloradói síparadicsomba. Jackson  a sípályával ismerkedik, míg Bobby azzal tölti idejét, hogy megpróbál felszedni néhány nőt. A film felét élő zenekari előadások töltik ki olyan előadókkal, mint Rita Coolidge és más countryénekesek, a másik része többé-kevésbé egy televíziós reklám a már bezárt Med Klubról a Copper-hegyen, Coloradóban.

## Szereplők
| Színész           | Szerep          | Magyar hang     |
| ----------------- | --------------- | --------------- |
| Jim Carrey        | Bobby Todd      | Czvetkó Sándor  |
| Alan Thicke       | Jackson Reach   | Selmeczi Roland |
| Jean-Claude Killy | önmaga          | Bognár Zsolt    |
| Richard Gautier   | Sonny Silverton | Mihályi Győző   |
| Ziggy Lorenc      | Michelle        |                 |
| Rod Hebron        | Yogi Hebadaddy  |                 |
| Jean Laplac       | Chef de Village |                 |

Cameoszerepek
- Rita Coolidge – önmaga
- Ronnie Hawkins – önmaga
- Bill Champlin – önmaga
- Danny Marks – gitáros
- David James – dobos
- Steve Sexton – billentyűs
- Mike Utley – billentyűs
- Tamara Champlin – énekesnő
- Damian Lee – helikopterpilóta